# Чемпионат мира по горнолыжному спорту 2005
38-й чемпионат мира по горнолыжному спорту прошёл с 28 января по 13 февраля 2005 года в Бормио (Италия). Впервые в истории чемпионатов мира были разыграны медали в командных соревнованиях.

## Общий медальный зачёт
| Место | Страна    | Золото | Серебро | Бронза | Всего |
| ----- | --------- | ------ | ------- | ------ | ----- |
| 1     | Австрия   | 3      | 4       | 4      | 11    |
| 2     | Хорватия  | 3      | 0       | 0      | 3     |
| 3     | США       | 2      | 1       | 3      | 6     |
| 4     | Швеция    | 2      | 1       | 0      | 3     |
| 5     | Германия  | 1      | 0       | 0      | 1     |
| 6     | Италия    | 0      | 2       | 2      | 4     |
| 7     | Финляндия | 0      | 2       | 0      | 2     |
| 8     | Норвегия  | 0      | 1       | 0      | 1     |
| 9     | Чехия     | 0      | 0       | 1      | 1     |
| 9     | Франция   | 0      | 0       | 1      | 1     |

## Медалисты

### Мужчины
| Дисциплина        | Золото         | Серебро              | Бронза             |
| ----------------- | -------------- | -------------------- | ------------------ |
| Скоростной спуск  | Боде Миллер    | Дарон Ралвес         | Михаэль Вальххофер |
| Супергигант       | Боде Миллер    | Михаэль Вальххофер   | Бенджамин Райх     |
| Гигантский слалом | Херман Майер   | Бенджамин Райх       | Дарон Ралвес       |
| Слалом            | Бенджамин Райх | Райнер Шёнфельдер    | Джорджо Рокка      |
| Комбинация        | Бенджамин Райх | Аксель Лунд Свиндаль | Джорджо Рокка      |

### Женщины
| Дисциплина        | Золото         | Серебро         | Бронза           |
| ----------------- | -------------- | --------------- | ---------------- |
| Скоростной спуск  | Яница Костелич | Элена Фанкини   | Рената Гётшль    |
| Супергигант       | Аня Персон     | Лючия Реккья    | Джулия Манкусо   |
| Гигантский слалом | Аня Персон     | Таня Поутиайнен | Джулия Манкусо   |
| Слалом            | Яница Костелич | Таня Поутиайнен | Шарка Загробская |
| Комбинация        | Яница Костелич | Аня Персон      | Марлис Шильд     |

### Команды
| Дисциплина             | Золото | Серебро | Бронза |
| ---------------------- | --- | --- | --- |
| Командные соревнования | Германия · Хильде Герг · Флориан Эккерт · Мартина Эртль-Ренц · Андреас Эртль · Феликс Нойройтер · Моника Бергман | Австрия · Николь Хосп · Рената Гётшль · Бенджамин Райх · Райнер Шёнфельдер · Михаэль Вальххофер · Катрин Цеттель | Франция · Пьеррик Буржа · Ингрид Жакмо · Кароль Монтийе · Кристель Паскаль · Лор Пекеньо · Жан-Пьер Видаль |